# Huang Jiabin
Huang Jiabin (Nanchino, 9 marzo 1992) è un pugile cinese.

## Palmarès
- Campionati asiatici

Tashkent 2017: bronzo nei pesi mediomassimi.